# Ligier JS3
La Ligier JS3 è una vettura da competizione realizzata dalla casa automobilistica francese Ligier, che corse nel campionato mondiale sportprototipi nel 1971.

## Storia
La JS3 fu presentata ufficialmente il 15 marzo 1971 presso le officine della Ligier a Vichy. La vettura era caratterizzata da una livrea color verde e gialla dello sponsor British Petroleum. Era la prima vettura sport prototipo ad essere dotata del motore Cosworth DFV da 3 litri a correre a Le Mans, e la seconda nel mondiale marche dopo la Ford P68 di Alan Mann.
La vettura partecipò alla 24 ore di Le Mans 1971, guidata da Guy Ligier e Patrick Depailler. Durante le qualifiche la JS3 si piazzò al 17º posto in griglia. A 18 ore dall'inizio della gara, la vettura accusò problemi al cambio. La Ligier decise di tentare una riparazione e il team Gulf di John Wyer che correva con una Porsche 917 offrì ai meccanici francese un loro cambio di riserva. L'adattamento della trasmissione di un motore Porsche al motore Cosworth della JS3 richiese ai meccanici quattro ore di lavoro ai box. L'auto alla fine prese il via alla gara, ma riuscì a completare solo 270 giri, 127 in meno rispetto ai vincitori e troppo pochi per classificare la vettura.

## Sviluppo
Ligier progettò questa vettura allo scopo di vincere la 24 Ore di Le Mans e ne fu realizzato un solo esemplare, numero di telaio JS3-01.
Della linea della vettura si occupò nella seconda metà del 1970 Michel Têtu. Furono realizzati due modelli per i test aerodinamici che furono effettuati presso la galleria del vento dell'Eiffel a fine gennaio 1971 che portarono alla scelta definitiva. A differenza della coupé JS1, la JS3 era una barchetta progettata esclusivamente per le competizioni. Come la JS1, la JS3 era denominata così per onorare la memoria di Jo Schlesser, ex compagno di squadra, amico e socio del proprietario dell'azienda Guy Ligier, perito in una gara di Formula 1. Il telaio derivava da soluzioni che Têtu aveva usato per la JS1 e da altre di uso comune nelle monoposto di Formula 1 dell'epoca ed era una monoscocca formata da pannelli di Klegecell-PVC/alluminio e alluminio saldato.
Ligier scelse la Cosworth come fornitore del motore, ma la JS3 non usò il 4 cilindri FVA che spingeva la JS1, bensì il più potente DFV V8 da 2993cc capace di sviluppare oltre 400 cv.
Questo motore era di enorme successo in Formula 1, ma non si era dimostrato altrettanto valido nelle gare per vetture sport. Lo stesso progettista Keith Duckworth riteneva che l'albero motore piatto del DFV ne limitasse l'affidabilità e, pertanto, il potenziale di vittoria nelle gare di durata. Anche le Ford P68 e Ford P69 progettate da Len Bailey e dotate dello stesso propulsore, ad esempio, non furono vetture di successo.
Per quanto riguarda il cambio la scelta cadde su un transaxle a 5 rapporti della Hewland: alcune fonti riportano che fosse un modello FG400 da Formula 1 o un DG300 da vettura sport.
Il motore aveva funzioni strutturali portanti, sebbene durante il restauro si sia notato che le forze non si scaricavano sul telaio in modo ottimale.
La JS3 fu presentata ufficialemte il 15 marzo 1971 presso la fabbrica Ligier a Vichy nella caratteristica livrea giallo-verde dello sponsor principale della vettura, la British Petroleum.

## Palmares
| Data         | Evento                 | Circuito                       | Numbero di gara | Piloti                       | Risultato                                   |
| ------------ | ---------------------- | ------------------------------ | --------------- | ---------------------------- | ------------------------------------------- |
| 18 Aprile    | Le Mans test day       | Circuit de la Sarthe           | 32              | Guy Ligier                   | 7ª assoluta, 1a nella classe 3 litri.       |
| 18 Aprile    | 3 Heures du Mans       | Circuit de la Sarthe           | 32              | Guy Ligier                   | 2º posto.                                   |
| 25 Aprile    | Coupe de Printemps     | Autodromo di Linas-Montlhéry   | 10              | Guy Ligier                   | Vittoria e giro più veloce.                 |
| 9 Maggio     | Criterium du Nivernais | Circuito di Nevers Magny-Cours | 106             | Guy Ligier                   | DNF.                                        |
| 23 Maggio    | Coupes de Vitesse      | Autodromo di Linas-Montlhéry   | 10              | Guy Ligier                   | DNF.                                        |
| 12-13 Giugno | 24 Ore di Le Mans      | Circuit de la Sarthe           | 24              | Guy Ligier Patrick Depailler | 17ª in qualifica. Non classificata in gara. |

Alla 24 Ore di Le Mans 1971 la vettura fu affidata a Guy Ligier e Patrick Depailler. Per questa gara furono integrati i fari nella carrozzeria per permettere la guida nelle ore notturne. I tempi di qualifica non furono altrettanto validi quanto quelli registrati durante le giornate di test, con la JS3 in grado di fermare il cronometro sul 3:39.800 che valse il 17º posto in griglia. Durante la 18ª ora di gara sorgono problemi alla trasmissione mentre occupa il quinto posto. Ligier decide di provare a riparare la vettura e la rivale J.W. Automotive Engineering gli fa dono di uno dei gruppi trasmissione di ricambio delle sue Porsche 917. L'impresa di riuscire a montare un cambio Porsche sul motore Cosworth della JS3 richiede ai meccanici quattro ore di lavoro ai box. Alla fine la vettura rientra in gara, ma è staccatissima dalla testa della corsa. Riuscirà comunque a tagliare il traguardo con 127 giri di ritardo dai vincitori, con i 270 giri completati che non sono abbastanza per poter essere classificati. Sarà l'unica vettura della sua classe a terminare 24 Ore e la prima dotata del Cosworth DFV. In quasi tutte le sue apparizioni la vettura ebbe una carozzeria codalunga specifica per i circuiti ad alta velocità, mentre fu dotata di una carrozzeria codacorta al Criterium du Nivernais..
La vettura rimase a lungo nella fabbrica Ligier finché non finì nelle mani di Jacques Laffitte come pagamento. Fu acquistata dalla Peter Morley cars e in seguito passò in mano ad una serie di collezionisti, che la usarono nelle gare per vetture storiche. La vettura fu poi restaurata alle condizioni originali nel 1999 per essere poi messa all'asta nel 2016.

## Eredita'
La JS3 rimase la sola barchetta da gara costruita dalla Ligier prima dell'acquisto dei materiali della Equipe Matra e l'ingresso in Formula 1.
Un accordo tra Guy Ligier e la Onroak Automotive di Jacques Nicolet ha fatto sì che il nome JS3 venisse riutilizzato per una serie di vetture prototipo da competizione portati in gara a Le Mans dalla OAK racing.